# Rhabinogana albalis
Rhabinogana albalis är en fjärilsart som beskrevs av Augustus Radcliffe Grote 1878. Rhabinogana albalis ingår i släktet Rhabinogana och familjen nattflyn. Inga underarter finns listade.